# Dasyprocta croconota
Dasyprocta croconota (лат.) — вид грызунов семейства агутиевых, обитающих на территории Бразилии. Также известен под англоязычным названием Orange Agouti («оранжевый агути»).

## Таксономия
Вид описал в 1831 году немецкий зоолог Иоганн Ваглер. В дальнейшем большинство исследователей рассматривали таксон как подвид Dasyprocta leporina croconota или Dasyprocta aguti croconota; в 2015 году Джеймс Паттон и Луиза Эммонс повторно выделили его в самостоятельный вид. 

## Описание
Представляет собой сравнительно небольшой вид, в длину достигает 46,5—56,0 см. Длина хвоста 10—25 мм, задней части стопы 10,5—11,0 см, уха 4—4,5 см, масса тела 2,2—2,8 кг. Отличается от родственных видов, в частности, бразильского агути (D. leporina), по ярко-оранжевой окраске задних конечностей и крупа, а также по отсутствию пигментов чёрного и коричневого цвета на задних конечностях.

## Распространение
Обитает к востоку от Амазонки, от низовьев реки Тапажос до левого края низовьев реки Токантинс, а также на островах Маражо и Мексиана в устье реки Амазонки. Встречается на высоте от 0 до 200 м.

## Охранный статус
В 2016 году Красная книга МСОП присвоила виду охранный статус «Недостаточно данных» (Data Deficient, DD), поскольку он не изучался в дикой природе, а информация о его популяции, среде обитания и угрозах крайне ограничена.